# I pinguini di Madagascar (film)
I pinguini di Madagascar (Penguins of Madagascar) è un film d'animazione del 2014 diretto da Eric Darnell e Simon J. Smith.
La pellicola è uno spin-off della serie di Madagascar e segue gli eventi di Madagascar 3 - Ricercati in Europa.

## Trama
Al Polo sud abitano tre pinguini orfani ancora pulcini, chiamati Skipper, Kowalski e Rico. I tre si allontanano dal loro branco per salvare un uovo da delle foche leopardo affamate, e pochi minuti dopo esce il piccolo pulcino Soldato: i quattro piccoli, stanchi del freddo eterno e amareggiati dal fatto di essere orfani, abbandonano l'Antartide e partono per l'oceano a bordo di un iceberg, alla ricerca di un altro luogo dove essere sfamati.
Anni dopo, a seguito degli eventi del terzo film, i quattro pinguini, ormai adulti e diventati una squadra molto ben organizzata, si stancano della vita al circo e decidono di andarsene; entrati di nascosto a Fort Knox per mangiare degli snack al formaggio, vengono però rapiti e portati a Venezia nel covo del dottor Octavius Tentacoli, in realtà un grosso polpo di nome Dave travestito da essere umano. Il polpo era stato molto amato allo zoo di Central Park, ma l'arrivo dei pinguini provocò l'abbandono del polpo, che si decise così a vendicarsi rapendo tutti i pinguini del mondo e, tramite un siero di sua invenzione, trasformarli tutti in mostri così da poter riottenere la gloria. I pinguini riescono però a rubare il siero e vengono inseguiti per i canali di Venezia dagli sgherri del polpo, venendo poi salvati dai membri del "Vento del Nord", un'organizzazione che si occupa di difendere gli animali in difficoltà.
Quando gli agenti del "Vento del Nord" scoprono che il polpo ha prodotto enormi quantità di siero, decidono di occuparsi di lui per conto proprio e ordinano ai pinguini di non intromettersi. Skipper e il suo team fuggono però dall'aereo dove erano stati caricati e finiscono a Shanghai, dove scoprono che il polpo sta per arrivare sul posto. Nel tentativo di fermarlo, Soldato viene rapito insieme agli altri pinguini dello zoo cinese. Tormentato dal rimorso, Skipper decide di lasciar intervenire gli agenti del "Vento del Nord", che hanno elaborato un piano per salvare tutti i pinguini rapiti.
Il polpo riesce però a catturare loro e il team di pinguini, e mostra ai suoi prigionieri il suo piano: usare il siero e un macchinario per trasformare tutti i pinguini in mostri deformi per terrorizzare gli esseri umani. Soldato riesce a scappare, ma Skipper, Rico e Kowalski vengono trasformati in mostri insieme agli altri pinguini e seminano il caos a Manhattan. Dopo avere liberato il team "Vento del Nord", Soldato riesce a collegarsi al macchinario di Dave e a fare tornare normali tutti i pinguini, guadagnandosi il rispetto e l'ammirazione del resto del team sebbene venga mutato fisicamente dal siero medusa. Dave è invece colpito dal raggio, si è ristretto e trasformato in un piccolo polpo ed è intrappolato dentro una palla di vetro con la neve, che una ragazzina raccoglie e decide di portare via con sé, con Dave che si consola in parte per aver trovato qualcuno che lo ami. Soldato viene acclamato come un eroe, e i quattro pinguini diventano agenti segreti del Vento del Nord, si fanno regalare degli zaini jet e cominciano a divertirsi con acrobazie spericolate in cerca di nuove avventure.
In una scena durante i titoli di coda, i pinguini tornano al circo e inseriscono Mortino nel raggio che usano per fare tornare Soldato al suo aspetto originale. Il piano riesce, e Mortino non sembra mostrare alcun effetto collaterale dal raggio, finché non riesce ad ingoiare Re Julien intero.

## Produzione

### Cast
I quattro pinguini protagonisti (Skipper, Soldato, Kowalski e Rico) sono gli stessi dei precedenti film, con la conferma dei loro doppiatori originali.
Nell'agosto 2013 si uniscono al cast gli attori Benedict Cumberbatch e John Malkovich; Cumberbatch presta la voce ad un lupo agente segreto di nome Classified della CIA, mentre Malkovich doppia l'antagonista principale del film, Dave / Dottor Octavius Tentacoli.
Benedict Cumberbatch, doppiatore del lupo agente segreto Classified, non è in grado di pronunciare la parola "penguin" (pinguino), come dimostrato anche in alcuni documentari precedenti.

## Promozione
Il primo trailer della pellicola viene diffuso l'11 giugno 2014.

## Distribuzione
La pellicola viene distribuita nelle sale cinematografiche statunitensi a partire dal 26 novembre 2014 mentre in quelle italiane dal giorno successivo. In Italia, il film è stato proiettato in anteprima nazionale il 22 e il 23 novembre 2014.

## Riconoscimenti
- 2014 - St. Louis Film Critics Association
  - Candidatura per il miglior film d'animazione
- 2015 - Nickelodeon Kids' Choice Awards[8]
  - Candidatura per il miglior film d'animazione
- 2015 - Annie Award
  - Candidatura per i migliori effetti animati a Mitul Patel, Nicolas Delbecq, Santosh S. Khedkar e Yash Agrawal
  - Candidatura per la miglior animazione dei personaggi a Ravi Kamble Govind
  - Candidatura per la miglior scenografia a Craig Kellman, Joseph C. Moshier, Stevie Lewis e Todd Kurosawa
- 2015 - Cinema Audio Society Awards
  - Candidatura per il miglior missaggio sonoro in un film d'animazione a Tighe Sheldon, Paul N.J. Ottosson, Dennis S. Sands e Randy Singer